# 中華民國—菲律賓關係
中華民國與菲律賓共和國於1946—1975年有正式外交關係，斷交後，於對方首都互設具大使館功能的代表機構。雖無正式外交關係，但雙方在經貿、投資、觀光、勞工關係密切、互補性高。

## 政治

### 外交
1899年，清朝光绪二十五年，在美國菲律賓群島軍政府設立駐小呂宋總領事館。
1912年，中華民國成立，在美屬菲律賓繼續設立總領事館。1914年，更名為駐斐利濱總領事館。1932年，復更名為駐馬尼剌總領事館。
1946年7月4日，菲律賓獨立。7月24日，建立公使級外交關係，於首都馬尼拉設立中華民國駐菲律賓共和國公使館，並派駐公使，總領事館併入公使館。
1947年4月18日，簽署《中華民國菲律賓共和國友好條約》。
1948年，於首都南京設立菲律賓共和國駐中華民國公使館，並派駐公使。
1949年7月10日，中國國民黨總裁蔣中正應邀由臺灣扺菲律賓訪問，與菲律賓總統季里諾在碧瑤會談，並發表聯合聲明，號召東亞各國組織「太平洋聯盟」，以扼制共產主義之威脅。8月3日，公使館升格為中華民國駐菲律賓共和國大使館，並派駐大使。
1950年1月，當中華民國政府剛遷至台灣後，蔣中正在台灣「復行視事」行使總統職權前夕，以中國國民黨總裁的身份再度訪問菲律賓，和總統季里諾會晤。
1956年3月，在臺北的公使館升格為菲律賓共和國駐中華民國大使館，並派駐大使。
1960年5月2日，菲律賓總統賈西亞抵台訪問並與蔣中正晤談。
1961年1月17日，外交部長沈昌煥赴菲律賓，參加中華民國、菲律賓、大韓民國、越南共和國四國外長會議；1月18日，會議於馬尼拉舉行，協商團結，應付共黨。:666
1963年3月20日，副總統陳誠代表蔣中正訪問菲律賓，23日，發表聯合公報，加強經濟技術合作與文化交流。:689。
1966年3月25日，總統蔣中正與菲律賓總統馬可仕分別宣布：1966年為「中、菲友誼年」。:7248月7日，菲律賓外交部長羅慕斯（Narciso Ramos）訪臺；8月9日返國前提出亞洲和平運動主要步驟三項。
1968年8月29日，駐菲律賓大使杭立武與菲外長羅慕斯為處理逾期華僑問題達成協議，並簽署聯合聲明:757。
1970年5月2日，菲律賓副總統羅培士（Fernando Lopez）訪臺；5月6日，簽訂《中、菲農技協定協議備忘錄》。:726。

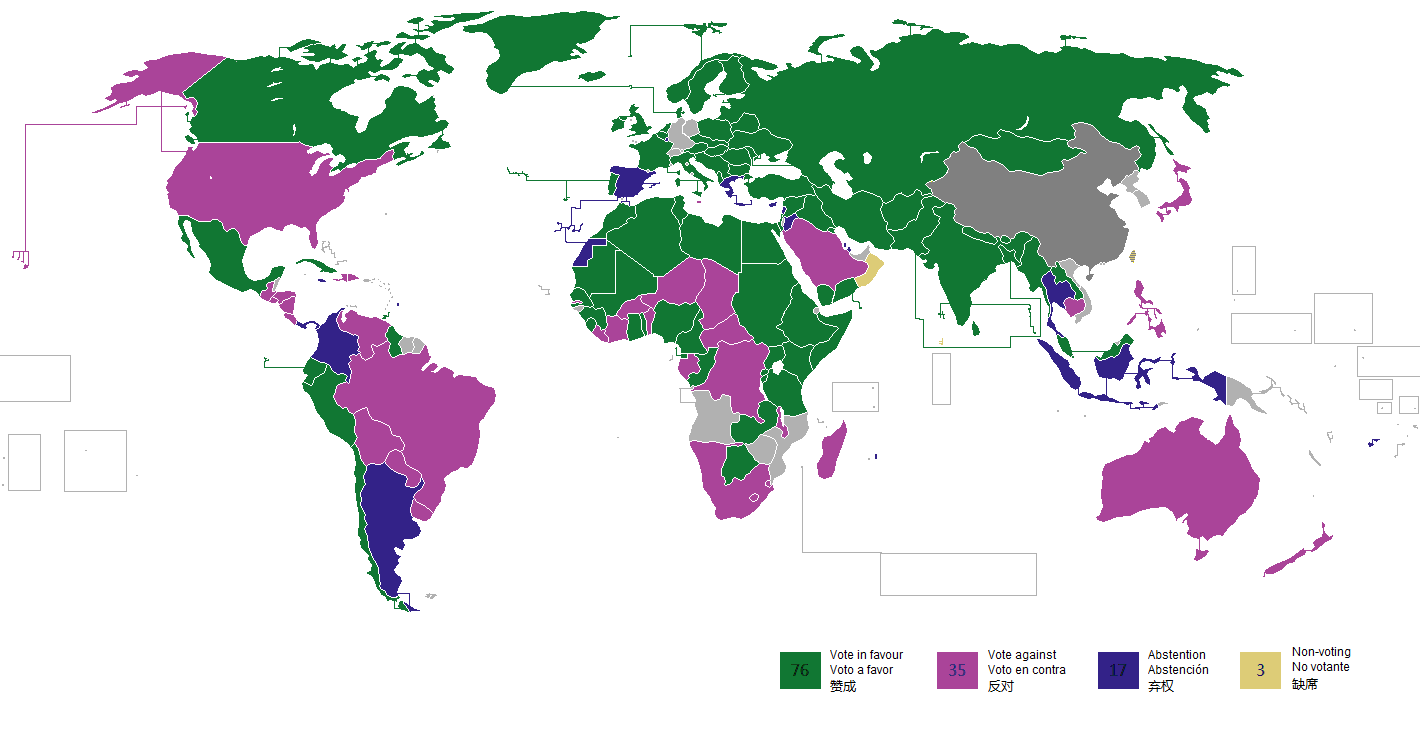
紫色國家表示在1971年的投票中支持中華民國續留聯合國，即《聯合國大會2758號決議》，其中包括菲律賓。

1971年7月29日，原由中華民國控制的中業島遭菲律賓併吞，菲方并將島嶼改名为“派格阿萨岛”（Pag-Asa）。 中华民国海军曾打算抵抗，但因當時接獲中華民国政府急电：「不挑战」，故並未作出抵抗。同年10月25日，菲律賓投票支持中華民國續留聯合國，即《聯合國大會2758號決議》。
1975年6月9日，兩國斷交。
獲准到美國就醫的菲律賓反對黨領袖班尼格諾·艾奎諾經長期協調抗爭後，在時任總統馬可仕保證其安全的情況下在1983年獲准回菲律賓參加國會選舉，並於8月21日經中正機場搭乘中華航空公司班機返回馬尼拉，抵達時步下飛機階梯時遭人開槍擊中頭部身亡，雖然機場警察隨即槍斃兇手，並拘捕了數名疑兇，但一般認為該謀殺為馬可仕政府暗中策劃。馬可仕政府立即中止與中華民國間的航約，約一個月後恢復。據臺灣學者羅福全指出，是臺北有人將艾奎諾的行程機密外洩致使。:315-316時任中華民國副總統李登輝曾指出，艾奎諾流亡美國波士頓時，臺灣人劉介宙的家族也住在那裡，艾奎諾與劉介宙要好。當艾奎諾想回菲律賓無法回去時，他來臺灣住在圓山飯店，去找劉介宙，劉介宙與郝柏村關係要好，遂請郝柏村協助他回國，沒想到艾奎諾一到菲律賓就被槍殺。:165
艾奎諾遺孀柯拉蓉·艾奎諾於1986年領導「人民力量革命」就任總統，推翻馬可仕政權。當艾奎諾夫人選舉時，李登輝請人給她經濟援助。李登輝指出由於艾奎諾夫人本姓許，獲得許多許姓臺灣人支持她，包括太子汽車的許勝發就幫助過她。:165
1987年10月13日，菲律賓最高法院首席大法官鄭建祥夫婦抵台訪問。期間會見司法院長林洋港、外交部長丁懋時及其他政府官員，並接受輔仁大學頒贈榮譽博士學位。
1993年6月，甫卸任總統的艾奎諾夫人抵台訪問，主持菲律賓駐台辦事處揭幕典禮，並與台北市長黃大洲和總統李登輝會晤。
1994年，中華民國總統李登輝以「度假外交」的方式訪問菲律賓，會晤菲律賓總統羅慕斯。1994、1995年，菲律賓連續兩屆在聯合國大會的總辯論中，提出「會籍普遍化原則」，間接呼應中華民國參與聯合國。在羅慕斯主政時代，兩國進行官方交往甚具彈性，可視為台菲關係最為友好密切的時期。羅慕斯亦曾於卸任總統後訪問中華民國。
1996年11月，亞太經濟合作會議領導人非正式會議在菲律賓蘇比克灣舉行，總統府資政、海峽交流基金會董事長辜振甫代表總統李登輝出席會議。
2003年5月，菲律賓參、眾議院無異議通過決議案，支持台灣參與世界衛生大會及成為世界衛生大會觀察員。2004年5月，菲律賓在世界衛生大會全會中，對於「邀請台灣以觀察員身分參與世界衛生大會」的提案表決，投下棄權票。
菲律賓衛生部長法蘭西斯科·杜克原訂2006年12月3日抵台參加「全球衛生領袖論壇」，並見證簽署《臺菲衛生合作瞭解備忘錄》儀式。但中華人民共和國獲悉後全力向菲律賓總統府施壓成功，總統亞羅育令其取消訪台行程。

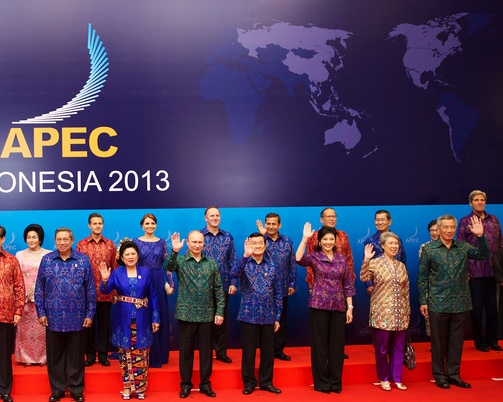
2013年前副總統蕭萬長與菲律賓總統艾奎諾三世於印尼峇里島APEC領導人高峰會上比鄰。

台灣與菲律賓對於巴士海峽的經濟海域劃分尚未協商，因此常發生菲律賓軍隊扣押甚至槍殺台灣漁民的事件，引發雙方外交上的衝突。2013年5月9日，台灣屏東縣琉球鄉籍漁船在巴士海峽上遭菲國公務船用機槍掃射，造成船長之父中彈喪命，引起雙邊關係緊張。總統馬英九召開國安高層會議，決議自15日起，終止菲律賓勞工入台申請、召回駐菲律賓代表、要求菲律賓駐台代表返菲等三項反制措施。民間也引發相當程度的反彈聲浪。
2016年5月，達沃市市長羅德里戈·杜特蒂於2016年菲律賓總統選舉中勝出，中華民國駐菲律賓代表林松煥立即祝賀，他表示台灣是第一個向他祝賀的國家。而先前杜特蒂也在2016年1月造訪台灣時，向於2016年中華民國總統選舉中勝出的民進黨主席蔡英文祝賀，並表示未來台菲兩國會在教育、農漁業、製造業方面有更進一步的交流合作。
2017年11月10日，總統府資政宋楚瑜代表總統蔡英文率團前往越南峴港參加亞太經濟合作會議領導人非正式會議，並與菲律賓總統杜特蒂握手寒暄。
2019年8月15日，菲律賓丹轆級船塢登陸艦南納卯號開啟自動識別系統由北向南通過台灣海峽。中華民國國防部指出，此為自由航行，依規定監偵掌握並無異狀。
2020年2月11日，菲律賓民用航空委員會對於2019冠状病毒病疫情在全球擴散，宣布除菲律賓公民及持有菲律賓永久居留權者，均禁止兩岸四地的旅客入境，同時禁止菲律賓民眾前往。在公文中提到，表示遵循「一个中国」政策，故將台灣也列入禁止入境的範圍。中華民國外交部發言人表示，政府已做好周全準備，有配套方案，不排除任何可能性。13日，菲律賓總統府發言人表示總統杜特蒂拒絕解除禁令，並表示杜特蒂首要關切的是菲律賓人的安全，這項決定與「一個中國」政策無關，強調決定是基於公共卫生而非政治因素。對於台灣可能取消免簽證作為報復時回答「每個國家都有權採取行動反制任何他們視為牴觸其利益的作為，我們能怎麼辦？」對於台灣的決定，將予以尊重。14日，菲律賓新興傳染病管理跨部會工作小組（IATF-MEID）解除對台灣的旅行禁令。
2021年4月2日，臺灣太魯閣號列車發生事故，造成重大傷亡，菲律賓貿易暨工業部長羅培茲表示哀悼。
2022年3月10日，菲律賓IATF-MEID決議接受與承認臺灣核發的「數位新冠病毒健康證明」與「國際預防接種證明書」（黃皮書）。中華民國外交部表示歡迎，並基於互惠原則，亦將承認菲律賓核發的數位疫苗證明與黃皮書。
2022年8月2日，美國聯邦眾議院議長裴洛西訪問台灣，菲律賓對於其事件發表回應。
2023年4月12日，菲律賓與美國在华盛顿舉行外交暨国防部长2+2對話，會後發表《聯合聲明》，重申維護台灣海峽和平穩定的重要性，是全球安全與繁榮不可或缺的要素。5月1日，菲律賓總統小馬可仕與美國總統拜登在白宮會面，會後發表《聯合聲明》，其中表示台海安全問題「是全球安全繁榮不可或缺的要素」。
2024年1月15日，菲律賓總統小馬可仕在社群平台X（原Twitter）上發文，代表菲律賓人民向當選下任台灣總統的賴清德表示祝賀。16日，菲律賓外交部聲明「總統小馬可仕祝賀（台灣）新總統的訊息，是感謝他們雇用我們的海外菲律賓勞工，並進行了成功的民主進程。然而，菲律賓重申其『一個中國』政策。」
2024年4月3日，臺灣東部發生大地震，小馬可仕在X發文表示「我們的心與臺灣人民同在，他們經歷了今天強震的災變。」「在這個艱難時期，我們隨時準備以任何可能的方式協助並支援在臺灣的菲律賓同胞。」
2024年4月11日，小馬可仕與美國總統拜登、日本首相岸田文雄舉行三方峰會，會後發表聲明強調台海和平與穩定至關重要，是全球安全與繁榮不可或缺的要素。
2024年5月24日，菲律賓國防部長鐵歐多洛對於中國人民解放軍的「環台軍演」一事，表示「我不會對台灣海峽的任何事情發表評論，因為那是他們的內部事務。」
2025年4月1日，菲律賓參謀總長布勞納對於中國人民解放軍的「環臺軍演」，表示「一旦台灣有事，我們勢必難以置身事外」、「要開始規劃台灣若遭入侵時的應對行動」，並指出部分官兵的任務將是「營救」在台工作的約25萬名菲律賓公民。
2025年8月，菲律賓總統小馬可仕接受印度媒體專訪時表示，「如果（中國與台灣）爆發全面戰爭，我們勢必被捲入其中。我們將不得不進入台灣，把我國人民（在臺菲律賓人）帶回家。」至於菲律賓是否允許美國在台海突發狀況時使用軍事基地時則回應「我們為什麼要拒絕面臨中國威脅的夥伴？我們不是傀儡國家。保衛我國是我們的職責。」對於其言論受到中國外交部的抗議，小馬可仕表示「我不知道他們在說什麼。玩火？我只是在陳述事實。」前菲律賓駐台代表班納友亦提到台灣海峽一旦爆發戰爭，菲律賓很難不捲入，除了地理因素外，更重要的是美國透過《加強國防合作協議》（EDCA），在菲律賓北部設置3座軍事基地，全都面向台灣、指向中國，一旦發生戰爭，這些基地很有可能成為中國攻擊的目標。小馬可仕在印度的訪談，是務實討論20萬名在台菲律賓人的安全問題，未必代表菲律賓拋棄「一中政策」。

### 代表機構
1975年6月9日，兩國斷交，7月28日，中華民國於菲律賓首都設立具大使館功能的太平洋經濟文化中心駐马尼拉辦事處（Pacific Economic and Cultural Center Manila Office），10月8日，掛牌運作。1990年3月7日，更名為駐菲律賓臺北經濟文化辦事處（Taipei Economic and Cultural Office in the Philippines）。駐處館牌的中文是使用「中華民國駐菲律賓代表處」，英文則在「TAIPEI ECONOMIC & CULTURAL OFFICE」後方加註「REPUBLIC OF CHINA (TAIWAN)」。
菲律賓於中華民國首都台北設立類似功能的遠東貿易促進中心（Far East Trade Promotion Center）。1976年3月16日，更名為亞洲交易中心（Asian Exchange Center, Inc.），1989年12月20日，復更名為馬尼拉經濟文化辦事處（Manila Economic and Cultural Office, MECO）。另設立具領事館功能的高雄分處、臺中分處。

## 經濟

### 貿易
中華民國對外貿易發展協會（外貿協會）於菲律賓首都設立馬尼拉台灣貿易中心。經濟部國際貿易署也在馬尼拉設立駐菲律賓代表處經濟組。
| 年分 | 貿易總額       | 貿易總額 | 貿易總額 | 出口至菲律賓  | 出口至菲律賓 | 出口至菲律賓 | 自菲律賓進口  | 自菲律賓進口 | 自菲律賓進口 | 順逆差 |
| 年分 | 金額           | 年增減   | 排名     | 金額          | 年增減       | 排名         | 金額          | 年增減       | 排名         | 順逆差 |
| ---- | -------------- | -------- | -------- | ------------- | ------------ | ------------ | ------------- | ------------ | ------------ | ------ |
| 2017 | 11,971,900,074 | ▲10.2%   | 10       | 9,593,305,740 | ▲10.8%       | 9            | 2,378,594,334 | ▲7.9%        | 22           | 順差▲  |
| 2018 | 11,436,336,780 | ▼4.5%    | 11       | 8,942,748,414 | ▼6.8%        | 9            | 2,493,588,366 | ▲4.8%        | 21           | 順差▼  |
| 2019 | 8,271,122,966  | ▼27.7%   | 14       | 6,156,614,625 | ▼31.2%       | 10           | 2,114,508,341 | ▼15.2%       | 21           | 順差▼  |
| 2020 | 7,771,413,495  | ▼6.0%    | 14       | 5,646,165,394 | ▼8.3%        | 11           | 2,125,248,101 | ▲0.5%        | 23           | 順差▼  |
| 2021 | 9,071,550,201  | ▲16.7%   | 15       | 6,073,482,423 | ▲7.6%        | 12           | 2,998,067,778 | ▲41.1%       | 21           | 順差▼  |
| 2022 | 10,720,889,131 | ▲18.2%   | 16       | 7,639,997,373 | ▲25.8%       | 11           | 3,080,891,758 | ▲2.8%        | 22           | 順差▲  |
| 2023 | 7,410,326,378  | ▼30.9%   | 17       | 5,062,426,250 | ▼33.7%       | 14           | 2,347,900,128 | ▼23.8%       | 24           | 順差▼  |
| 2024 | 6,711,516,788  | ▼9.4%    | 18       | 4,248,890,943 | ▼16.1%       | 15           | 2,462,625,845 | ▲4.9%        | 26           | 順差▼  |

2023年的兩國貿易項目如下：
出口至菲律賓的前10大項目為：集成电路；石油與提自瀝青礦物之油類（原油除外）、以石油或瀝青質礦物為基本成份之未列名製品、廢油；；特定用途機器之零件與附件；铜條、桿與型材；蓄電池；合成纖維絲紗梭织物；电子工业用已摻雜之化學元素或化學化合物；半導體裝置、光敏半導體裝置、發光二極體、已裝妥之压电晶体；熱軋之铁或非合金鋼扁軋製品等。
自菲律賓進口的前10大項目為：積體電路；自動資料處理機、磁性或光學閱讀機；半導體裝置、光敏半導體裝置、發光二極體、已裝妥之压电晶体；特定用途機器之零件與附件；碟片、磁带、固態、與其他錄音或錄製之媒體；未經塑性加工精炼銅與銅合金；固定、可變或可預先調整之电容器；变压器、靜電式變流器與電感器；銅廢料與碎屑；銅箔等。

### 投資
根據中華民國經濟部投資審議司統計，截至2024年3月，臺商赴菲律賓總投資金額約24.77億美元，計有271件；菲律賓赴臺灣總投資金額約12.15億美元，計有487件。另根據菲律賓統計局統計，截至2022年，臺商赴菲律賓總投資金額約21.03億美元。其中2022年外商直接投資來源地，臺灣投資金額約9.3億披索，排名第10。因臺商多以菲商名義登記投資，造成菲律賓官方統計與實際情形差異大，且未對外商投資件數作統計。
臺商在菲律賓的投資行業甚廣，包括：汽车、機車、机械、化學、食品、饲料、橡塑料、金融保險、纺织品成衣、農漁與水產品、紙漿與纸製品、房地产與營建、電子與電器產品、金属與非金屬產品等，大多為中小企業。
臺灣中華開發公司經營的蘇比克灣工業園區位於蘇比克灣經濟特區內，有150多家廠商進駐，其中約30%來自臺灣，松玥建設另申請占地約200公顷的開發案已於2019年動工興建，於2020年完成第1期工程。臺商在南端的與三投斯將軍市設有撈捕與出口基地，亦有臺商在各地養殖虎蝦、虱目魚、鰻魚、石斑魚等。長榮海運、陽明海運、萬海航運、德翔海運在菲律賓設有服務據點。近年來由於中國大陸環保標準提高、薪資水準上升等因素，許多臺商遷移至菲律賓，例如製鞋業（九興控股、大田鞋業等）與科技業（纬创资通、新金寶集團等）。菲律賓農業部植物產業局與行政院農業委員會農業試驗所合作，於2019年在碧瑶市成立第一座臺菲示範農場，引進臺灣洋菇栽培技術、設備與菌種。農友種苗公司亦自2011年起在菲律賓發展事業。臺灣Gogoro與菲律賓环球电信旗下917Venture合作，於2023年第1季導入智慧電動機車至菲律賓，初期先提供物流營運商。菲律賓因氣候炎熱，民眾多嗜甜，再加上曾到臺灣工作或求學菲律賓人的喜好，臺灣的手搖杯業者便陸續進入該國市場，例如一芳、貢茶、五十嵐、老虎堂、日出茶太、CoCo都可等。其他餐飲店方面，除了鼎泰豐、鹿港小鎮外，ERSAO二嫂更是臺商在菲律賓創業的例子。

### 會議
較重要的有：台菲部長級經濟合作會議（自1995年起，至2023年已舉辦第29屆）、臺菲部長級科技會議（自2007年起，至2023年已舉辦第8屆）、台菲經濟聯席會議（自1983年起，至2020年已舉辦第26屆）、臺菲產業鏈結高峰論壇（最近為2023年）。

### 臺商組織
目前已成立的有：菲律賓臺商總會、菲律賓臺灣工商總會、旅菲南線臺商會、菲律賓北線臺灣廠商聯誼會、菲律賓蘇比克灣臺商會、菲律賓佳美地臺商協會、菲律賓棉蘭佬臺灣商會、菲律賓宿霧臺灣協會、世界華商經貿聯合總會菲律賓聯合會等，以及菲律賓臺灣同鄉會、菲律賓臺灣客家聯誼會等。臺商人數粗估約7,000人。

### 臺資銀行
金融業是臺商在菲律賓投資的重點產業，自2014年菲律賓修法准許外國銀行可在該國設立股權100%由外國銀行持有之子行或分行後，臺灣多家銀行陸續設點，包括臺灣銀行、彰化銀行、華南銀行、元大商業銀行、第一商業銀行、合作金庫商業銀行、兆豐國際商業銀行、國泰世華商業銀行、中國信託（菲律賓）商業銀行等。

## 交流

### 學術
1967年4月21日，漁業考察團訪問菲律賓，為雙方漁業合作奠定基礎:737。
2012年，在亞太經濟合作會議（APEC）架構下，雙方共同成立「APEC颱風與社會研究中心」（ACTS），以整合APEC各經濟體颱風資訊及研究成果，有助於加強因應天然災害之能力。
2015年，舉辦台菲高速電腦、資料同化技術、數值模式後處理技術等教育訓練，提升菲律賓在颱風等劇烈降水天氣系統處理技術能力。
中華民國政府每年提供固定名額的獎學金給予菲律賓學生赴台就讀中文及攻讀碩、博士學位；台灣學生在菲律賓進修者尚屬少數。

### 援助
1990年7月16日，菲律賓呂宋島發生強烈地震後，中華民國政府自「國際災難人道基金」中撥款20萬美元協助賑災救難工作。
1991年6月，菲律賓皮納土波火山爆發造成呂宋島慘重災情，中華民國政府捐贈20萬美元及避難用帳篷200頂。11月，菲律賓遭受熱帶風暴賽洛瑪侵襲，造成數千人死亡，中華民國政府再撥款20萬美元。
2013年11月，強烈颱風海燕襲擊菲律賓中部省分，導致災情、死傷慘重。中華民國政府除第一時間宣佈捐贈菲律賓政府20萬美元協助賑災外，外交部也積極洽請社會各界踴躍捐輸，在10日內即募得680公噸賑災物資，並協調由國防部分別派遣空軍18架次C-130運輸機及海軍中和艦裝載物資馳援。至2014年2月，政府及社會各界捐款及捐獻物資合計約1,270萬美元。
2020年4月14日，對於2019冠状病毒病疫情在全球擴散，中華民國外交部宣布第2波國際援助行動，其中捐贈160萬片口罩給菲律賓在內的8個新南向政策國家。
2021年12月，強烈颱風雷伊重創菲律賓中南部地區後，中華民國政府宣布捐贈50萬美元賑災，並由空軍派遣兩架次的C-130運輸機運送數千公斤的救援物資，且未遮去機上的中華民國國徽；菲律賓空軍機動司令部也在社群媒體上發布含有中華民國國旗的照片致謝。

### 觀光／勞務
2017年，台灣遊客前往菲律賓有23萬6,000人次；菲律賓旅客赴台則約29萬人次，比起2016年的17萬人次有大幅成長。
近年，台灣前往菲律賓經商、應聘或投資入境的技術、工商等從業人員約近萬人；根據臺灣的中華經濟研究院統計，截至2020年，在臺灣的菲籍勞工約12萬人，占菲律賓海外勞工人數約5%，主要集中於电子计算机與電子產業。2023年，菲律賓海外勞工匯入款總計約372億美元，其中臺灣占比2.7%。

## 司法

### 協定
菲律賓與台灣之間有司法互助協定，於2013年4月19日由駐菲律賓代表處代表王樂生簽署，為台灣同東協諸國間締結的第一項官方刑事司法互助協定:VI。

### 犯罪事件
2010年12月27日，菲律賓警方破獲跨國詐騙集團，共逮捕14名中華民國國民（以下簡稱台灣籍），被害人多為中華人民共和國國民（以下簡稱中國大陸籍）。為此，菲律賓應中華人民共和國（以下簡稱對岸）要求，於2011年2月7日，將台灣籍嫌犯也一併移送至對岸，此舉讓中華民國政府深表不滿，台菲關係一度緊張，其後菲律賓也派特使抵台說明。8日，勞工委員會主任委員王如玄宣布，對菲律賓勞工入台新申請案一律提高審核層級，審查時間延長為4個月。王如玄在22日於立法院受訪時表示，台嫌遣陸案如果談判不如預期，將採取嚴厲制裁措施，不排除全面凍結引進菲律賓勞工。直到2011年7月，刑事警察局派遣勤務人員赴對岸，辦理相關程序移交人物證後，才將14名犯嫌押解回台。
2016年11月21日，菲律賓國家調查局人員根據刑事警察局提供的情資破獲位於菲律賓第2大城宿霧的電信詐騙基地，共逮捕24人，其中19人為台灣籍，另外5人為中國大陸籍，後送至宿霧市地檢署審理。
2018年1月，菲律賓執法人員根據對岸公安情資，逮補從事電信詐騙的73名中國大陸籍與78名台灣籍嫌犯。4月4日，菲律賓將台灣籍嫌犯遣送至對岸的天津。行政院大陸委員會與中華民國外交部分別向對岸與菲律賓表達嚴正關切，並希望將台灣籍涉案人遣返回台灣接受司法調查。
2018年8月21日，加拿大籍男子顏柏萊（Ryan）在台灣遭殺害分屍，美國與以色列雙重國籍主嫌孫武生（Oren Shlomo Mayer）潛逃至菲律賓，後經台菲警方合作將其逮捕，於9月17日押返台灣。
因涉及2009年中華職棒假球事件的前台南縣議會議長吳健保，於2014年被判刑5年5個月，入監執行前逃至菲律賓而遭到通緝。刑事警察局請求菲律賓警方協助，於2019年1月16日將其逮捕，2月6日遣返回台灣，押送至新北地方檢察署歸案。
菲律賓警方於2018年10月根據對岸提供的情資，逮補25名嫌犯，其中13名為台灣籍。2019年2月12日，菲律賓將7名台灣人遣送至對岸，另外6名因涉及毒品與其他案件，需等結清菲律賓所有法律程序後才能遣送。
2023年3月1日，臺灣通緝犯陳建寧在逃亡22年後，與另外3名臺灣籍嫌犯在菲律賓警方協助下，於馬卡蒂市遭逮捕，經協商後，22日同意將陳建寧遣返回臺灣並移送歸案。

## 協定
| 日期                                            | 簽署 | 備註         |
| ----------------------------------------------- | --- | ------------ |
| 1947年4月18日                                   | 《中華民國菲律賓共和國友好條約》 | 以下簡稱中菲 |
| 1950年10月23日                                  | 《中菲空運臨時協定》 | [ 註 5 ]     |
| 1956年10月18日                                  | 《中菲貿易關係議定書》 |              |
| 1964年8月25日                                   | 《中菲技術合作協定》 |              |
| 1970年5月6日                                    | 《中菲農技協定協議備忘錄》 |              |
| 1970年6月10日                                   | 《中菲文化專約》 |              |
| 1971年5月8日                                    | 《中菲食米貸借協定》 |              |
| 1984年3月21日                                   | 《中菲科技合作協定》 | [ 註 6 ]     |
| 1990年2月14日                                   | 《中華航空公司與菲律賓航空公司協議備忘錄》 |              |
| 1991年7月7日                                    | 《中菲海道通行協定暨農漁業合作備忘錄》 |              |
| 1992年1月27日                                   | 《中華民國與菲律賓間關務合作備忘錄》 |              |
| 1992年2月28日                                   | 《駐菲律賓臺北經濟文化辦事處與菲律賓經濟文化辦事處間投資促進與保護協定》                                                                                                 | 以下簡稱台菲 |
| 1994年7月2日                                    | 《臺菲促進紡織及服飾工業之投資及出口瞭解備忘錄》 |              |
| 1996年9月6日                                    | 《臺菲航權協定》 |              |
| 1997年3月13日                                   | 《臺菲科技合作基本協議》 |              |
| 1997年5月21日                                   | 《WTO入會案臺菲雙邊議定書》 |              |
| 1998年1月13日                                   | 《臺菲經濟發展規劃暨決策交流方案》 |              |
| 1998年8月19日                                   | 《臺菲貨品暫准通關證協定》 | [ 註 7 ]     |
| 1999年9月3日                                    | 《臺菲勞工直接聘僱備忘錄》 | [ 註 8 ]     |
| 2000年9月26日                                   | 《臺菲航權復航會議紀錄》 |              |
| 2001年5月21日                                   | 《台灣郵政總局與菲律賓郵政公司間國際快捷郵件業務細則》 |              |
| 2002年5月29日                                   | 《臺菲避免所得稅雙重課稅暨防杜逃稅協定》 | [ 註 9 ]     |
| 2003年11月29日                                  | 《臺菲貿易推廣及工業發展合作備忘錄》 |              |
| 2004年5月7日                                    | 《臺菲關務互助協定》 |              |
| 2005年9月30日                                   | 《臺菲農漁業合作瞭解備忘錄》 |              |
| 2005年12月6日                                   | 《臺灣加工出口區與菲律賓蘇比克灣及克拉克經濟特區瞭解備忘錄》 | [ 註 10 ]    |
| 2006年3月10日                                   | 《增修臺菲航權協定附約》 |              |
| 2006年5月24日                                   | 《調整及補充臺菲雙方設處協定內容》 |              |
| 2006年9月21日                                   | 《台菲有關洗錢及資助恐怖主義犯罪活動情資交換合作瞭解備忘錄》 |              |
| 2006年11月3日                                   | 《臺菲觀光合作瞭解備忘錄》 |              |
| 2006年12月5日                                   | 《臺菲衛生合作瞭解備忘錄》 |              |
| 2007年1月23日                                   | 《臺菲打擊毒品濫用及管制藥品與化學品非法交易合作瞭解備忘錄》 | [ 註 11 ]    |
| 2007年1月31日                                   | 《台灣金融監督管理委員會與菲律賓中央銀行瞭解備忘錄》 |              |
| 2007年2月8日                                    | 《臺菲原住民族事務合作瞭解備忘錄》 |              |
| 2007年11月16日                                  | 《臺菲智慧財產權合作備忘錄》 | [ 註 12 ]    |
| 2008年2月21日                                   | 《臺菲海巡合作備忘錄》 |              |
| 2009年2月12日                                   | 《臺菲中小企業食品發展領域技術合作瞭解備忘錄》 《臺菲標準化及符合性評鑑領域合作瞭解備忘錄》 《臺菲資訊科技合作瞭解備忘錄》 《臺菲工業技術合作備忘錄》                    |              |
| 2009年7月28日                                   | 《臺菲關務人員培訓、交流暨合作協議備忘錄》 《中國輸出入銀行轉融資菲律賓中華銀行協定》                                                                                    |              |
| 2011年7月15日                                   | 《臺菲電動車發展技術合作意向書》 |              |
| 2012年1月17日                                   | 《行政院農業委員會農業試驗所與國際稻米研究所合作瞭解備忘錄》 |              |
| 2012年5月22日                                   | 《臺菲教育暨學習聯結合作瞭解備忘錄》 | [ 註 13 ]    |
| 2012年8月17日                                   | 《臺菲雙邊產品驗證相互承認合作意向書》 《臺菲電子產證跨境交換合作意向書》 《臺菲中小企業發展合作意向書》 《臺菲產業科技化服務合作意向書》 《臺菲製鞋教育訓練合作意向書》 | [ 註 14 ]    |
| 2013年4月19日                                   | 《臺菲刑事司法互助協定》 |              |
| 2013年11月8日                                   | 《臺菲貿易促進合作意向書》 《臺菲科技化服務合作意向書補充文件》 |              |
| 2014年9月12日                                   | 《臺菲健康產品管理合作瞭解備忘錄》 |              |
| 2014年10月24日                                  | 《臺菲促進貿易暨投資瞭解備忘錄》 |              |
| 2015年8月3日                                    | 《臺菲直接聘僱跨國選工管理服務網路系統聯合執行綱領》 |              |
| 2015年11月5日                                   | 《臺菲有關促進漁業事務執法合作協定》 | [ 87 ]       |
| 2016年10月28日                                  | 《臺菲地熱發電合作備忘錄》 |              |
| 2017年1月27日                                   | 《臺菲中央存款保險公司合作備忘錄》 | [ 註 15 ]    |
| 2017年12月7日                                   | 《臺菲投資保障及促進協定》 《台菲工業產品符合性評鑑相互承認協議》 《臺菲有關工艺產業合作瞭解備忘錄》                                                                     | [ 88 ]       |
| 2020年12月11日                                  | 《臺菲科技及產業合作備忘錄》 |              |
| 2021年7月30日                                   | 《臺菲地质灾害研究及減災合作瞭解備忘錄》 |              |
| 2022年1月21日                                   | 《臺菲增強经济走廊瞭解備忘錄》 |              |
| 2022年7月1日                                    | 《臺菲金屬科技合作瞭解備忘錄》 |              |
| 2024年2月16日                                   | 《臺菲設計合作瞭解備忘錄》 | [ 60 ]       |
| 目前正積極推動洽簽《臺菲經濟合作協議》（ECA）。 | |              |

## 簽證

持中華民國護照的中華民國國民簽證要求分布圖：入境菲律賓可以免簽證／電子簽證。

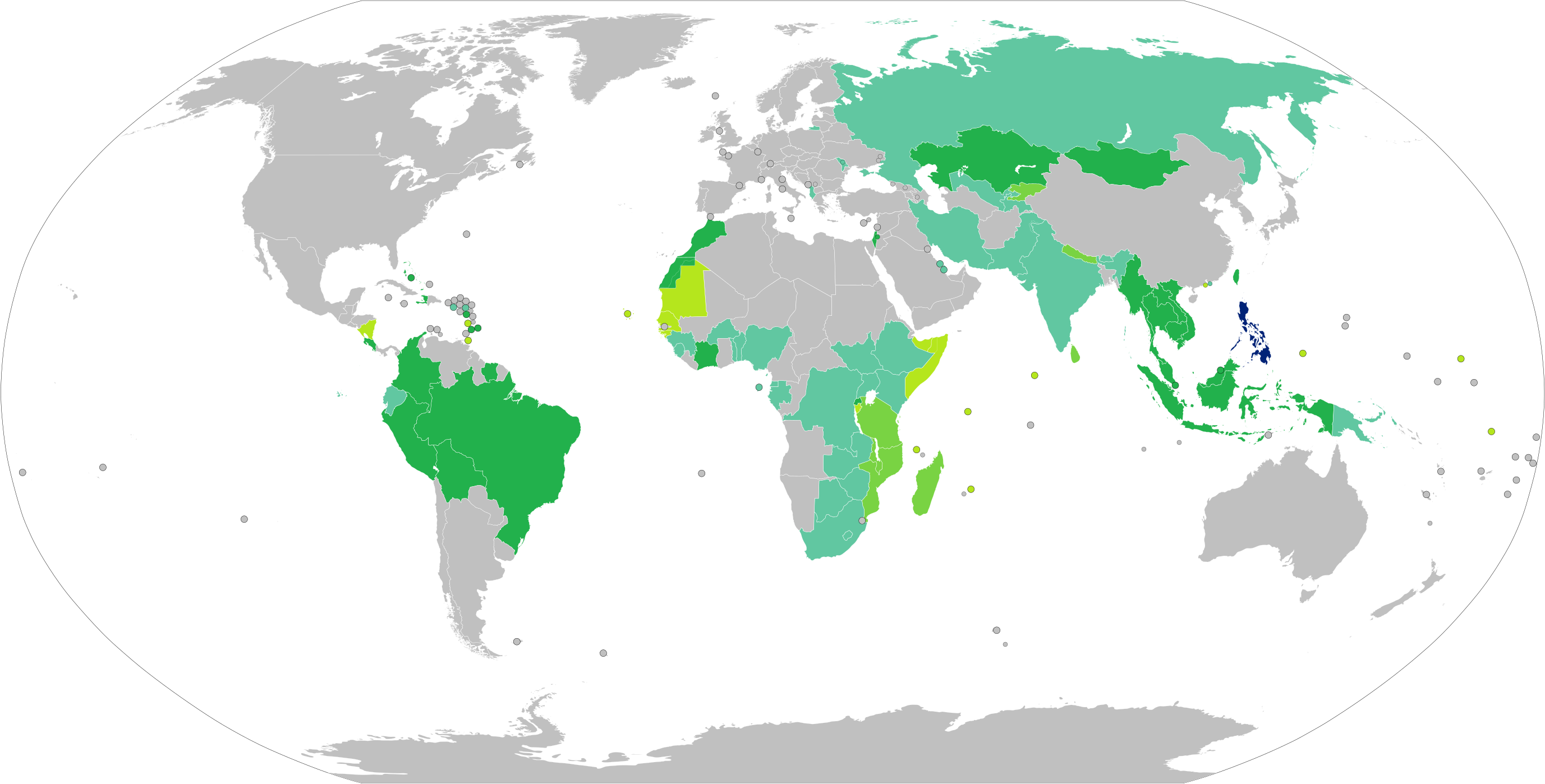
持菲律賓護照的菲律賓國民簽證要求分布圖：入境中華民國可以免簽證。（期限至2026年7月31日）

持有中華民國護照的中華民國國民可以免簽證的方式入境菲律賓，停留最多14天。亦可線上申請「電子旅遊憑證」（Electronic Travel Authorization，ETA），並於登機前完成「eTravel」登錄，停留最多30天。除前者外，也可向駐臺北的馬尼拉經濟文化辦事處申請短期停留簽證，停留最多59天，若有延期需要，可至菲律賓移民局辦理。經菲律賓轉機，宜辦理轉機簽證或確認航空公司有提供轉機服務。
持有菲律賓護照的菲律賓國民亦可以免簽證的方式入境中華民國（機船組人員不適用），停留最多14天，期限至2026年7月31日。

## 交通

### 航空
因航權爭議，以致兩國定期航線於1999年10月1日停航，後經數次協商，於2000年1月28日簽署復航換函，31日復航。9月26日，在台北修訂《臺菲航權協定》。
兩國有直航班機，雙邊航班來往的城市如下（截至2023年6月20日）：

#### 客運
| 中華民國 | 菲律賓（按照都會區人口排列） |
| -------- | --- |
| 臺北     | 馬尼拉（中華航空、長榮航空、星宇航空、菲律賓航空、菲律賓亞洲航空、宿霧太平洋航空、荷蘭皇家航空） 宿霧（中華航空、長榮航空、台灣虎航、星宇航空、菲律賓亞洲航空、宿霧太平洋航空） 克拉克（長榮航空、菲律賓亞洲航空、宿霧太平洋航空）（星宇航空於2023年8月15日開航） 公主港（台灣虎航） 長灘島（台灣虎航、菲律賓亞洲航空、菲律賓皇家航空） |
| 高雄     | 馬尼拉（中華航空、菲律賓亞洲航空） 宿霧（菲律賓亞洲航空） 克拉克（菲律賓亞洲航空） |

#### 貨運
| 中華民國 | 菲律賓                                    |
| -------- | ----------------------------------------- |
| 臺北     | 馬尼拉（中華航空貨運） 克拉克（聯邦快遞） |

#### 事件
2020年2月11日，菲律賓對於2019冠状病毒病疫情在全球擴散，宣布除菲律賓公民及持有菲律賓永久居留權者，均禁止兩岸四地的旅客入境，同時禁止菲律賓民眾前往。菲律賓亞洲航空也宣布取消往來台灣的航班，復航時間另行公告。14日，菲律賓解除對台灣的旅行禁令。

### 駕車
持有中華民國護照及中華民國汽車駕駛執照正、影本可至外交部領事事務局申請駕照英譯，再向菲律賓交通暨通訊部陸地運輸辦公室申請換發菲律賓駕駛執照。

## 外部連結
| - 中華民國外交部－菲律賓共和國簡介 （页面存档备份，存于） - 駐菲律賓臺北經濟文化辦事處（Facebook、Twitter、菲華文教服務中心） - 外交部領事事務局－國外旅遊警示分級表 - 中華民國衛生福利部－國際旅遊疫情建議等級 - 中華民國國際經濟合作協會 （页面存档备份，存于） - 馬尼拉台灣貿易中心（Facebook） - 菲律賓臺商總會（Facebook） - 菲律賓臺灣工商總會（Facebook） - 菲律賓家扶中心的Facebook專頁 | - 馬尼拉經濟文化辦事處（Facebook、Instagram、YouTube） - 高雄分處 （页面存档备份，存于） - 台中分處 （页面存档备份，存于） - 菲律賓觀光部台灣分處 |